# Noël Akchoté
Noël Akchoté (* 7. Dezember 1968 in Paris) ist ein französischer Gitarrist.

## Leben und Wirken
Akchoté spielt seit seinem achten Lebensjahr Gitarre. Er begann ursprünglich mit Jazz und spielte mit Musikern wie Henri Texier, Marc Ribot, Jacques Thollot, Jean Méreu, Phil Minton, Max Nagl, Jean-Marc Foussat oder Steven Bernstein (Big Four Live, 2005). Sein heutiger Stil kann mit Avantgarde und Freie Improvisation nur grob umrissen werden. Unter anderem veröffentlichte er experimentelle Electronica (Rien), Hommagen an Sonny Sharrock (Sonny II) und Kylie Minogue (So Lucky) sowie Machaut-, Gesualdo- oder Xenakis-Interpretationen. Bei seinem Hauptlabel Winter & Winter fungierte auch er als Musical Director themenbezogener Projekte, der sogenannten Audiofilme. Des Weiteren arbeitet Akchoté als Produzent und Labelbetreiber (Rectangle) und schreibt für verschiedene Online-Musikpublikationen, darunter auch den All Music Guide. Sein Bruder ist der französische Electro-Musiker SebastiAn.

## Diskografie (Auswahl)
| Titel                                                                                       | Jahr | Label                             |
| ------------------------------------------------------------------------------------------- | ---- | --------------------------------- |
| Soundpage(s)                                                                                | 1993 | Deux Z                            |
| Lust Corner (mit Eugene Chadbourne und Marc Ribot)                                          | 1998 | Winter & Winter                   |
| J'En Doute Encore                                                                           | 1999 | Stupeur & Trompette!              |
| Noël Akchoté and Bruno Meillier (mit Bruno Meillier)                                        | 1999 | SMI                               |
| Rien                                                                                        | 2000 | Winter & Winter                   |
| Alike Joseph                                                                                | 2000 | Rectangle                         |
| Simple Joseph                                                                               | 2001 | Rectangle                         |
| Perpetual Joseph                                                                            | 2002 | Rectangle                         |
| Impro-Micro-Acoustique (mit Roland Auzet und Luc Ferrari)                                   | 2004 | Blue Chopsticks                   |
| Adult Guitar                                                                                | 2004 | Blue Chopsticks                   |
| Sonny II                                                                                    | 2004 | Winter & Winter                   |
| So Lucky                                                                                    | 2007 | Winter & Winter                   |
| Noël Akchoté, Jean-Marc Foussat, Roger Turner: Acid Rain                                    | 2012 | Ayler Tecords                     |
| Black Album                                                                                 | 2013 | (Noël Akchoté Downloads)          |
| Sarah Murcia & Noël Akchoté                                                                 | 2016 | SMNA-002 (Noël Akchoté Downloads) |
| KCS (Kansas City Sessions; mit Mary Halvorson, Han Bennink, Brad Jones, Joachim Badenhorst) | 2017 | KCS-003 (Noël Akchoté Downloads)  |
| Complete Recordings (Plays Anthony Braxton)                                                 | 2017 | Solo Series                       |
| Sarah Murcia & Noël Akchoté: J’aime Tes Genoux                                              | 2018 | Noël Akchoté Downloads            |
| Loving Highsmith, mit Mary Halvorson, Bill Frisell                                          | 2020 |                                   |
| Als Musical Director bei Winter & Winter Audiofilmen                                        |      |                                   |
| Au Bordel                                                                                   | 1999 | Winter & Winter                   |
| Cabaret Modern                                                                              | 2003 | Winter & Winter                   |
| Der Kastanienball (DoCD)                                                                    | 2005 | Winter & Winter                   |